# Wu Zuoren

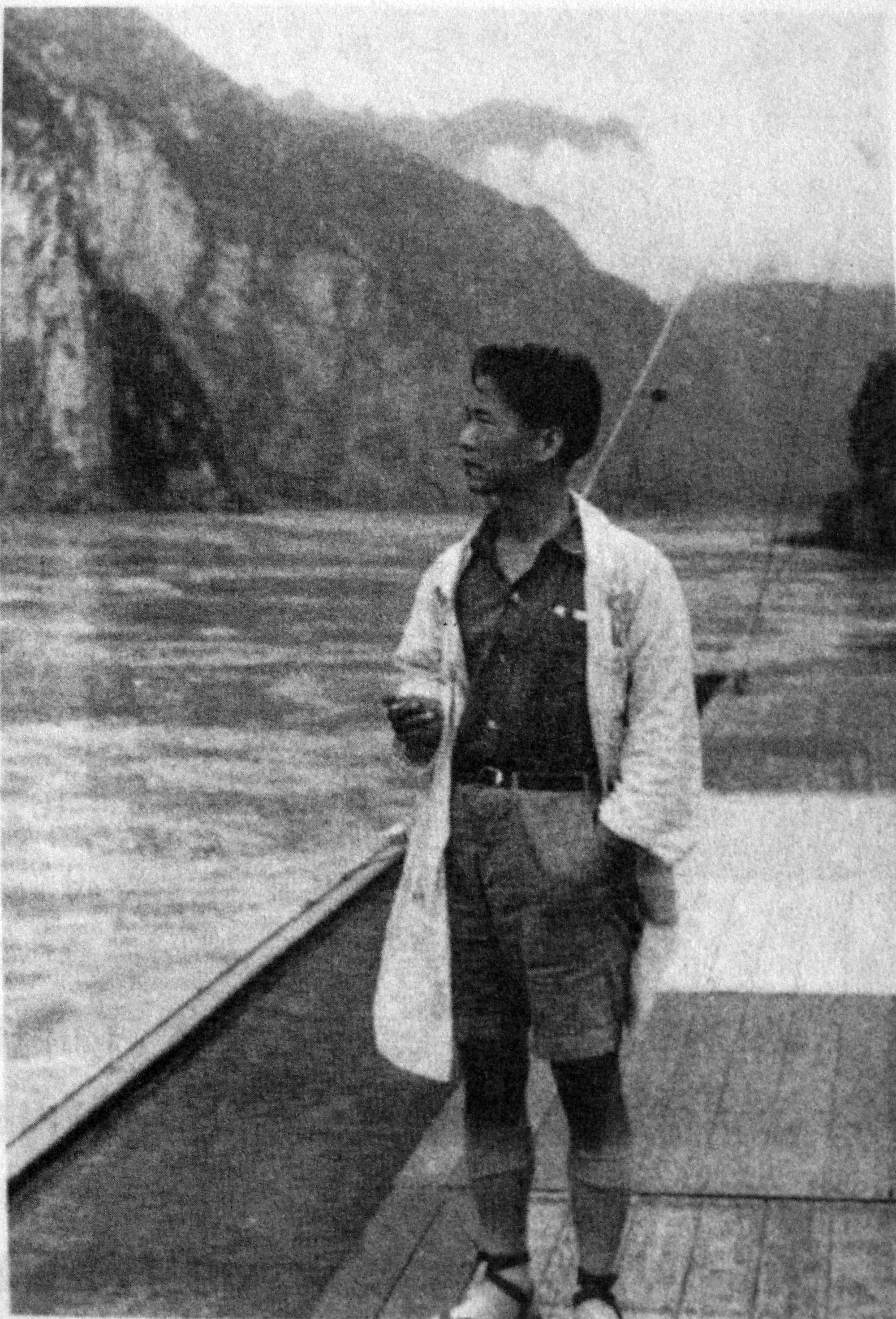
Wu Zuoren w młodości

Wu Zuoren (chiń. 吴作人; pinyin Wú Zuòrén; Wade-Giles Wu Tso-jen; ur. 3 listopada 1908 w Suzhou, zm. 9 kwietnia 1997 w Pekinie) – chiński malarz.
Ukończył Akademię Sztuk Pięknych w Szanghaju, gdzie poznał Xu Beihonga. W latach 1930–1935 przebywał w Europie, studiując malarstwo ścienne i sztalugowe na École des Beaux-Arts w Paryżu i Académie Royale de Belgique w Brukseli. Po powrocie do Chin został wykładowcą na uniwersytecie w Nankinie. Podczas wojny chińsko-japońskiej (1937–1945) przebywał w zachodnich Chinach. Podróżował wówczas go górzystych regionach Qinghai i Tybetu, zachwycając się tamtejszą przyrodą i kulturą, które później stały się głównym tematem jego prac.
W 1949 roku został członkiem Centralnej Akademii Sztuk Pięknych w Pekinie, zaś w latach 1958–1979 pełnił funkcję jej przewodniczącego. W okresie rewolucji kulturalnej prześladowany, zesłany został wraz z żoną na wieś, gdzie kazano mu wypasać świnie. Powrócił do pracy zawodowej w 1977 roku.
Tworzył akwarele oraz utrzymane w kanonach chińskiej sztuki klasycznej monochromatyczne malarstwo tuszem. Głównym tematem malarstwa Wu Zuorena jest chiński krajobraz i żyjące w nim zwierzęta: jaki, wielbłądy, pandy.